# METTL16
METTL16‏ (Methyltransferase like 16) هوَ بروتين يُشَفر بواسطة جين METTL16 في الإنسان.